# عبد الرحيم محمد حسين
الفريق أول ركن عبد الرحيم محمد حسين عبد الكريم هو سياسي وعسكري سوداني، ولد في أغسطس 1949 في كرمة البلد في شمال السودان. حزبياً، نشط في حزب المؤتمر الوطني.

## الحالة الاجتماعية
متزوج وأب لثمانية أبناء

## مراحل التعليم
- المرحلة الأولية: البرقيق الأول 1956-1960
-
المرحلة المتوسطه: البرقيق الوسطة 1960-1964
-
المرحلة الثانوية: دنقلا الثانوية 1964-1968
التعليم العالي :
- بكلاريوس الهندسة الميكانيكة 1969-1973
جامعة السودان للعلوم والتكنولوجيا
```
المعهد الفني سابقا 
```

الكلية الحربية السودانية :
- تاريخ الالتحاق: نوفمبر-1973
- تاريخ التخرج: يونيو-1974
الدورات الدراسية التخصصية
:
- الاتحاد السوفيتي: هندسة صيانة مقاتلات الميج21( هياكل ومحركات )
مدة الدراسة عام واحد (ديسمبر 1974 - يناير 1976)
- الاتحاد السوفيتي: هندسة صيانة مقاتلات الميج17( هياكل ومحركات )
مدة الدراسة عام واحد (أبريل 1976- أبريل 1977)
التعليم فوق الجامعي :
- المملكة المتحدة: جامعة كرانفيلد Granfield University
ماجستير هندسة تصميم طائرات Master in Aircraft Design
1982-1980
- السودان: كلية القادة والأركان السودانية
ماجستير العلوم العسكرية
الدفعة 15 (1985 - 1986)
- المجلس الهندسي السوداني :
مهندس مستشار برقم هندسي 811
- الأكاديمية العسكرية العليا :
زمالة كلية الدفاع الوطني

## وظائف
- مهندس سرب مقاتلات
- مدير معهد القوات الجوية السودانية
- الأمين العام للمجلس قيادة ثورة الإنقاذ الوطني 1990-1993
- الأمين العام لرئاسة الجمهورية ووزير الداخليه 18/1/1993 - 13/7/1994
- وزير رئاسة الجمهورية 13/7/1994- 7/3/1998
- وزير الداخليه 8/3/1998 - 7/7/2000
- وزير رئاسة الجمهورية 8/7/2000 - 21/2/2001
- وزير الداخلية 22/2/2001 - 20/6/2005
- وزير الدفاع 2005-2015
- والي ولاية الخرطوم 2015-2018
- رئيس الجهاز القومي للاستثمار 2018-2019

## الأوسمة والأنواط
- وسام الخدمة الطويلة الممتازة
- وسام الدفاع الذهبي
- وسام الإنجاز
- نوط الواجب
- وسام الجدارة
- وسام النيلين
- وسام الصمود
-وسام الانتربول ( وسام عالمي من الانتربول) .